# 1949 au Canada
Pour un article plus général, voir Chronologie du Canada.
Cet article traite des événements qui se sont produits durant l'année 1949 au Canada.

## Événements

### Politique

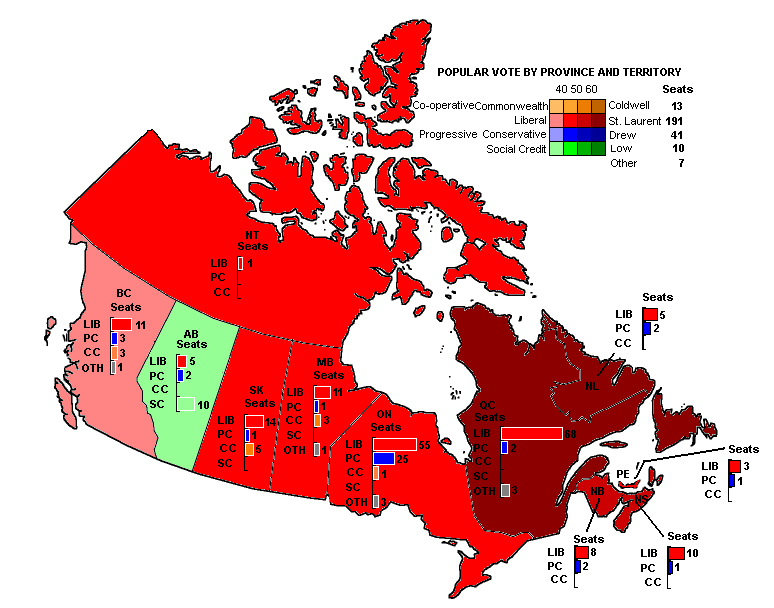
Élection fédérale de 1949

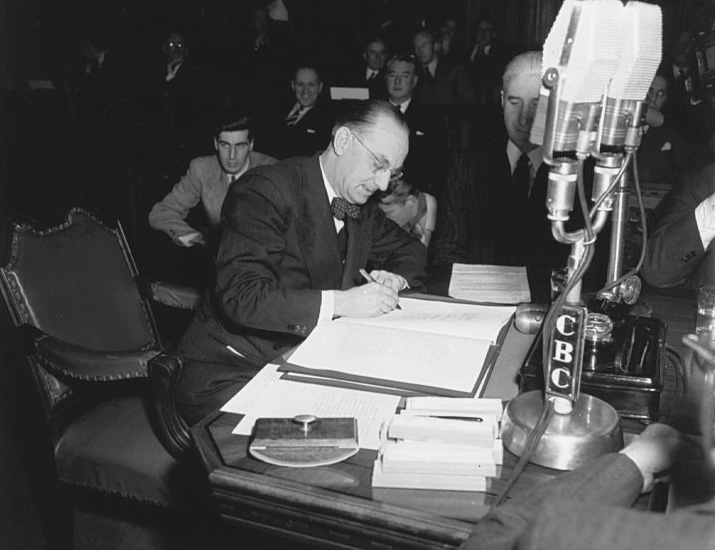
Joseph Smallwood signe le document faisant entrer Terre-Neuve dans la Confédération.

- 13 février : début de la grève de l'amiante  à Asbestos et Thetford-Mines au Québec (fin le 30 juin).

- 31 mars : Terre-Neuve entre dans la confédération comme 10e province canadienne.

- 1er avril : Joey Smallwood devient le premier des premiers ministres de Terre-Neuve.

- 4 avril  : le Canada rejoint l'Organisation du traité de l'Atlantique nord (OTAN).

- 27 juin : élection fédérales. Les libéraux conservent le pouvoir. Louis St-Laurent (libéral) premier ministre du Canada.

- 11 octobre : Ottawa adopte une loi faisant de la Cour suprême le tribunal de dernière instance de Canada. Le droit d'en appeler au Conseil privé de Londres est ainsi aboli[1].

- 18 octobre : les dix premiers ministres provinciaux du Canada acceptent l'invitation de Louis St-Laurent d'assister à une conférence fédérale-provinciale en janvier prochain afin d'en venir à une entente sur des amendements à la Constitution.

- Abolition du recours au Conseil Privé de Londres pour le Canada.

### Justice
- 14 mars : au Québec, une section de la voie ferrée de la Johns Manville est dynamitée par des saboteurs à Danville.
- 9 septembre: tragédie aérienne de Sault-au-Cochon: un DC-3 de la Quebec Airways s'écrase à une soixantaine de kilomètres à l'est de Québec, faisant 23 morts. Une bombe était placée dans le compartiment à bagages. Il s'agit du premier attentat aérien en Occident.

### Sport

#### Hockey
- Fin de la Saison 1948-1949 de la LNH. les Maple Leafs de Toronto gagnent la Coupe Stanley.
- Début de la Saison 1949-1950 de la LNH.

#### Football
- Fondation du club de football des Eskimos d'Edmonton.

#### Tennis
- Henri Rochon remporte le Masters du Canada.

### Culture
- Jean Rafa compose Les Nuits de Montréal. La pièce est interprétée par Jacques Normand.
- Cinéma : Un homme et son péché.
- Caprice en couleurs de Norman McLaren
- Première représentation de Oscar Peterson au Carnegie Hall de New York. Sa réputation dans le jazz va prendre de l'ampleur.

#### Chanson
- La famille Soucy interprète Les fraises et les framboises.
- Fernand Robidoux fait enregistrer un disque de chansons originales.

## Naissances
- 23 février : Marc Garneau, astronaute.
- 3 mars : Elijah Harper, homme politique.
- 14 mars : Garth Turner, journaliste et homme politique canadien.
- 16 mars : Victor Garber, acteur.
- 17 mars : Daniel Lavoie, auteur-compositeur-interprète et pianiste franco-manitobain.
- 29 mars : Pauline Marois, première ministre du Québec.
- 8 avril : Claudette Bradshaw, femme politique fédérale provenant du Nouveau-Brunswick.
- 14 avril : Percy Mockler, homme politique et sénateur.
- 6 mai : Diane Ablonczy, femme politique fédérale.
- 20 mai : Dave Thomas, acteur et réalisateur.
- 20 juin : Ken Boshcoff, homme politique fédéral.
- 21 juin : Jane Urquhart, femme de lettres.
- 22 juin : Wayne Easter, homme politique de la circonscription fédérale de Malpeque.
- 13 août : Bobby Clarke, joueur et dirigeant de hockey sur glace.
- 30 août : Don Boudria, homme politique.
- 6 septembre : Carole-Marie Allard, femme politique fédérale provenant du Québec.
- 8 octobre : Murray Elston, chef du Parti libéral de l'Ontario par intérim.
- 12 octobre : Gurbax Malhi, homme politique fédéral.
- 15 octobre : Harold Albrecht, homme politique fédéral.
- 5 novembre : Germain Dulac, sociologue.
- 27 novembre : Nick Discepola, homme politique fédéral provenant du Québec.
- 28 novembre : Paul Shaffer, musicien, acteur, compositeur, scénariste et producteur.
- 29 novembre :
  - Yvon Labre, joueur de hockey sur glace.
  - Stan Rogers, musicien folklorique et auteur-compositeur.
- 19 décembre : Larry Bagnell, homme politique.
- 30 décembre : Jim Flaherty, ministre des Finances fédéral.

## Décès
- 11 janvier : John Wesley Brien, physicien et homme politique.
- 2 juin : François Blais, homme politique fédéral provenant du Québec.
- 23 août : Herbert Greenfield, premier ministre de l'Alberta.
- 7 décembre : Stanislas Blanchard, homme politique de l'Île-du-Prince-Édouard.
- 16 décembre : Albert Edward Matthews, lieutenant-gouverneur de l'Ontario.
- Sidney Olcott, cinéaste.